# Braadgips
Braadgips ist ein Gipsverband zur Behandlung des Morbus Perthes, beschrieben in einem Lehrbuch aus der DDR. Unter- und Oberschenkel der Patienten werden so eingegipst, dass das Knie spitzwinklig gebeugt ist. Das eigentlich erkrankte Hüftgelenk und der Fuß bleiben frei. Somit ist Gehen nur mit Unterarmgehstützen und ohne Belastung des Beines möglich.

## Vor- und Nachteile
Diese Therapie ist in Vergessenheit geraten und wegen ihrer Rigidität verpönt. Hinzu kommt, dass das Kniegelenk, obwohl nicht betroffen, über lange Zeit immobilisiert wird. Andererseits bewirkt der Braadgips eine konsequente Entlastung und wird daher gelegentlich noch verwendet, wenn Kinder das Gehverbot ignorieren.
In Einzelfällen ist der Braadgips nützlich, wenn die Kinder Ablehnung empfinden, weil sie ohne sichtbaren Grund mit Unterarmstützen gehen. Mitschüler gewöhnen sich eher an die Situation, weil Gipsverbände nichts Ungewöhnliches sind.